# 克拉克縣 (印地安納州)
克拉克縣（英語：Clark County）是美国印第安纳州東南部的一個郡，南隔俄亥俄河與肯塔基州相望，面積974平方公里。根據2020年美國人口普查，共有人口12萬1,093人。縣治傑佛遜維爾（Jeffersonville）。該縣成立於1801年2月3日。縣名紀念美國獨立戰爭將領乔治·罗杰斯·克拉克。